# Laiševo
Laiševo (in russo Лаишево?, in tataro Лаеш, Layış) è una città della Russia che si trova nella Repubblica autonoma del Tatarstan. Fondata nel 1557, ottenne lo status di città nel 1781, che perse nel 1926, anno fino al quale si era chiamata Laišev in russo Лаишев?. Ha riottenuto lo status di città il 9 settembre 2004 ed è capoluogo del Laiševskij rajon.
La cittadina, che si trova 47 chilometri a sud est di Kazan', sorge sulle rive del bacino di Samara nei pressi della foce del Kama; nel 1989 aveva una popolazione di 7.067 abitanti, nel 2002 di 7.730 e nel 2009 di 7.900.